# Eliasz Aleksander
Eliasz Aleksander, także Aleksander Eliasz (rum. Iliaș Alexandru, Iliaș al III-lea) – hospodar Mołdawii, w latach 1666–1668 z rodu, Muszatowiczów.
Był synem hospodara Aleksandra Eliasza. Zmarł wkrótce po utracie tronu w Konstantynopolu. Był ostatnim hospodarem mołdawskim z dynastii Muszatowiczów.